# Canal Krioukov
Pour les articles homonymes, voir Krioukov.
Le canal Krioukov est l'un des canaux du centre de Saint-Pétersbourg. 

## Histoire

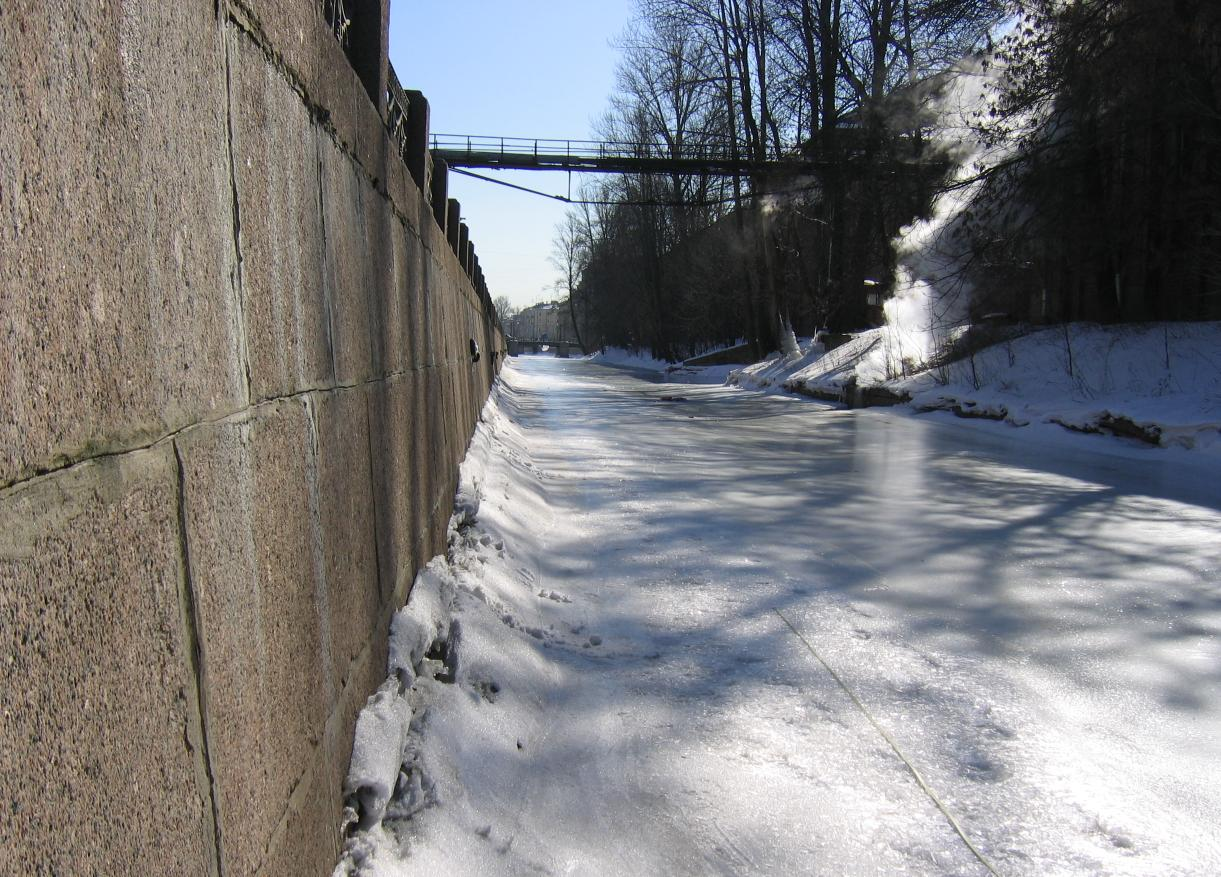
Canal Kryukov dans la zone de la Nouvelle-Hollande

Le canal Krioukov est creusé du canal de l'Amirauté dans la zone de l'actuelle Place du Travail jusqu'à la Fontanka. 
Il a été à l'origine creusé dans les années 1719 -1720 à des fins de transport. Depuis 1738, il porte son nom actuel - du nom de l'entrepreneur Semion Krioukov. Lors de la construction du pont de l'Annonciation (Blagoveshchensk), la partie qui traversait l'actuelle Place du Travail était enfermée dans un tuyau qui a survécu jusqu'à nos jours  . 
Depuis 1830, le tronçon allant de la Moika à la Fontanka a commencé à s'appeler le canal Krioukov. En 1801-1807, des digues de granit ont été construites. 

## Information géographique
La longueur totale est de 1015 m, la largeur jusqu'à 20 m et la profondeur de 2 m. Avec le canal de l'Amirauté, le canal Krioukov sépare l'île de Nouvelle-Hollande de la deuxième île de l'Amirauté. 

## Ponts
- Pont adjacent
- Pont Staro-Nikolsky
- Pont Kachine
- Pont commercial

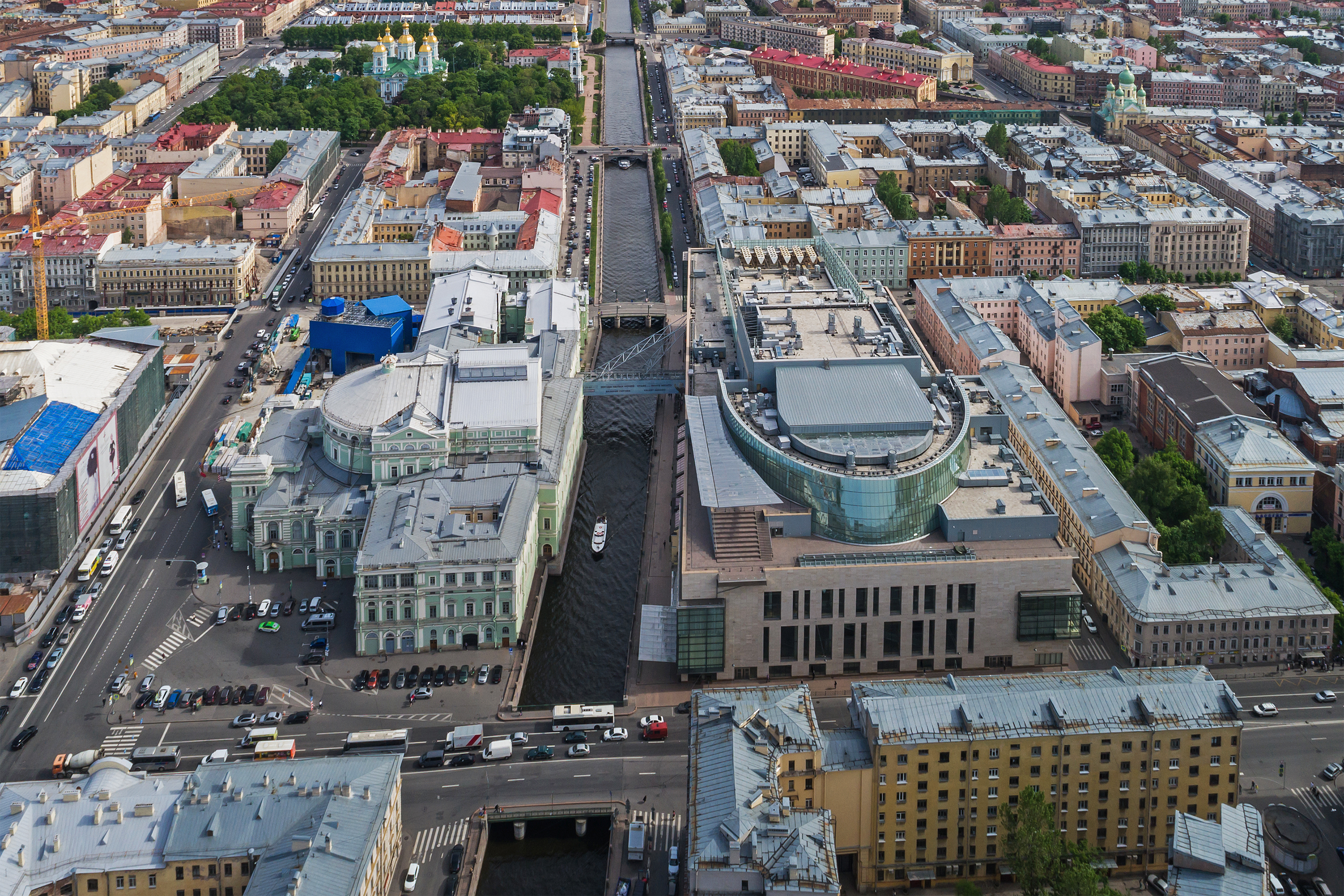

- Pont des Décabristes ou des Décembristes

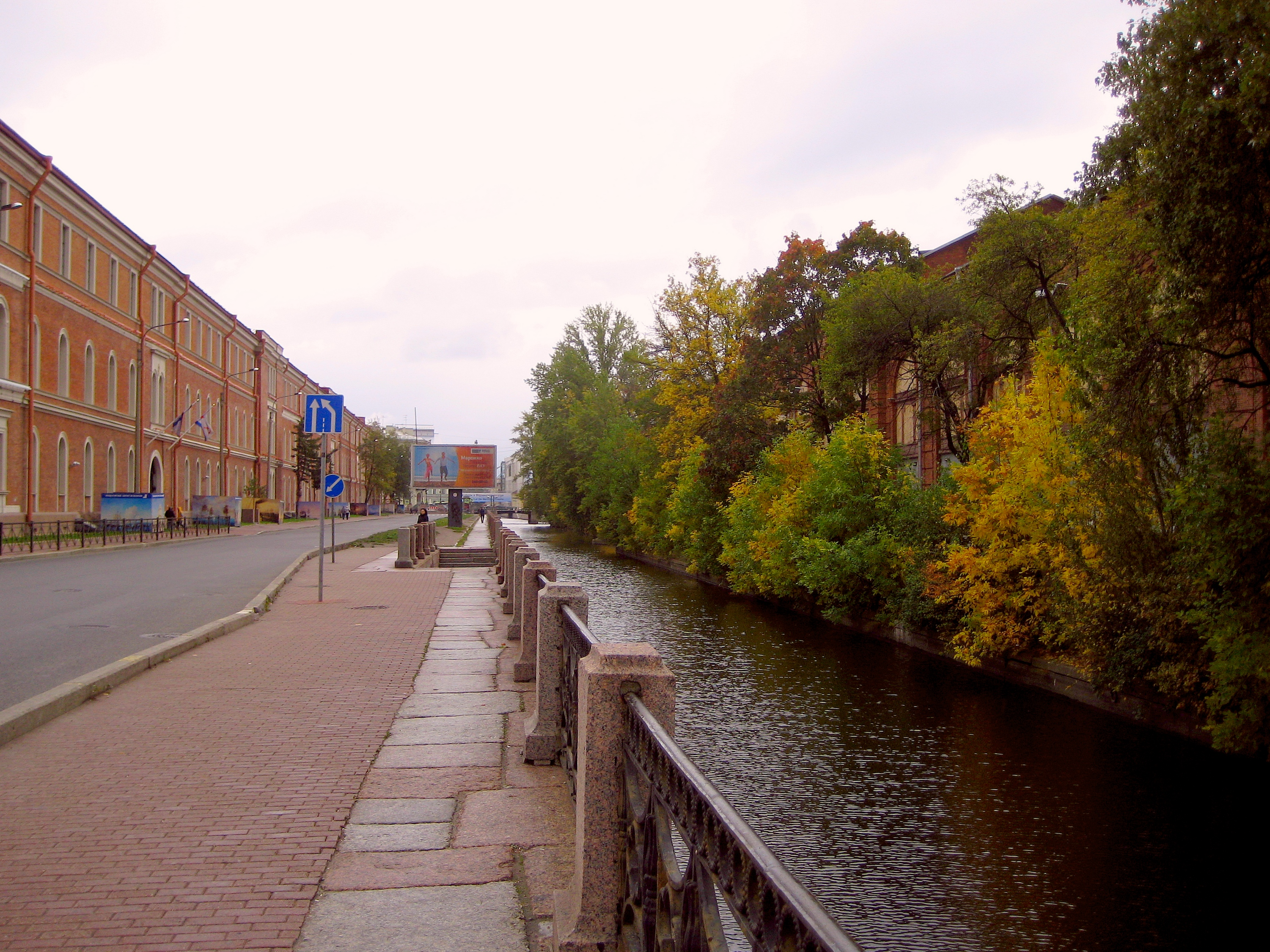
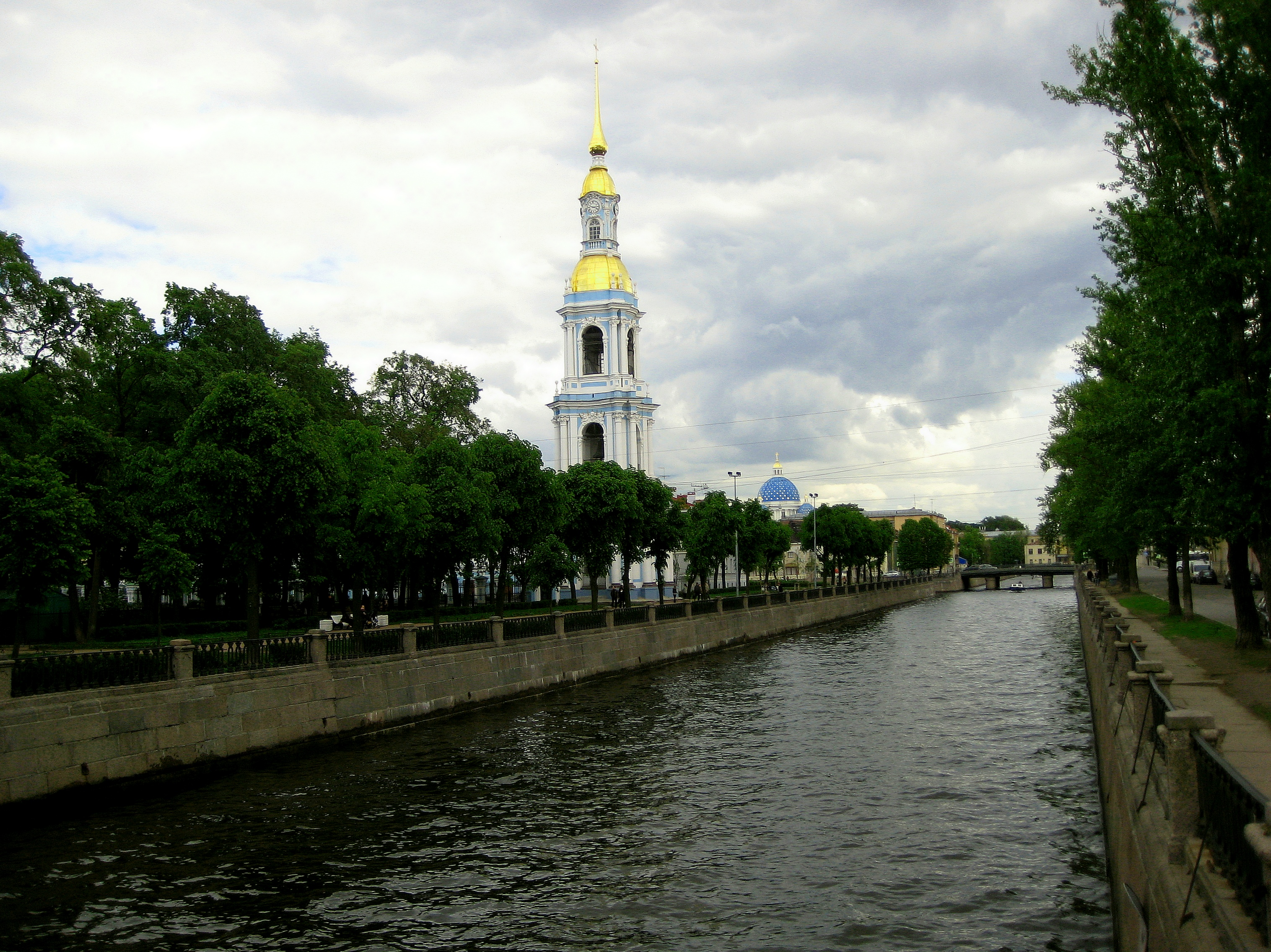
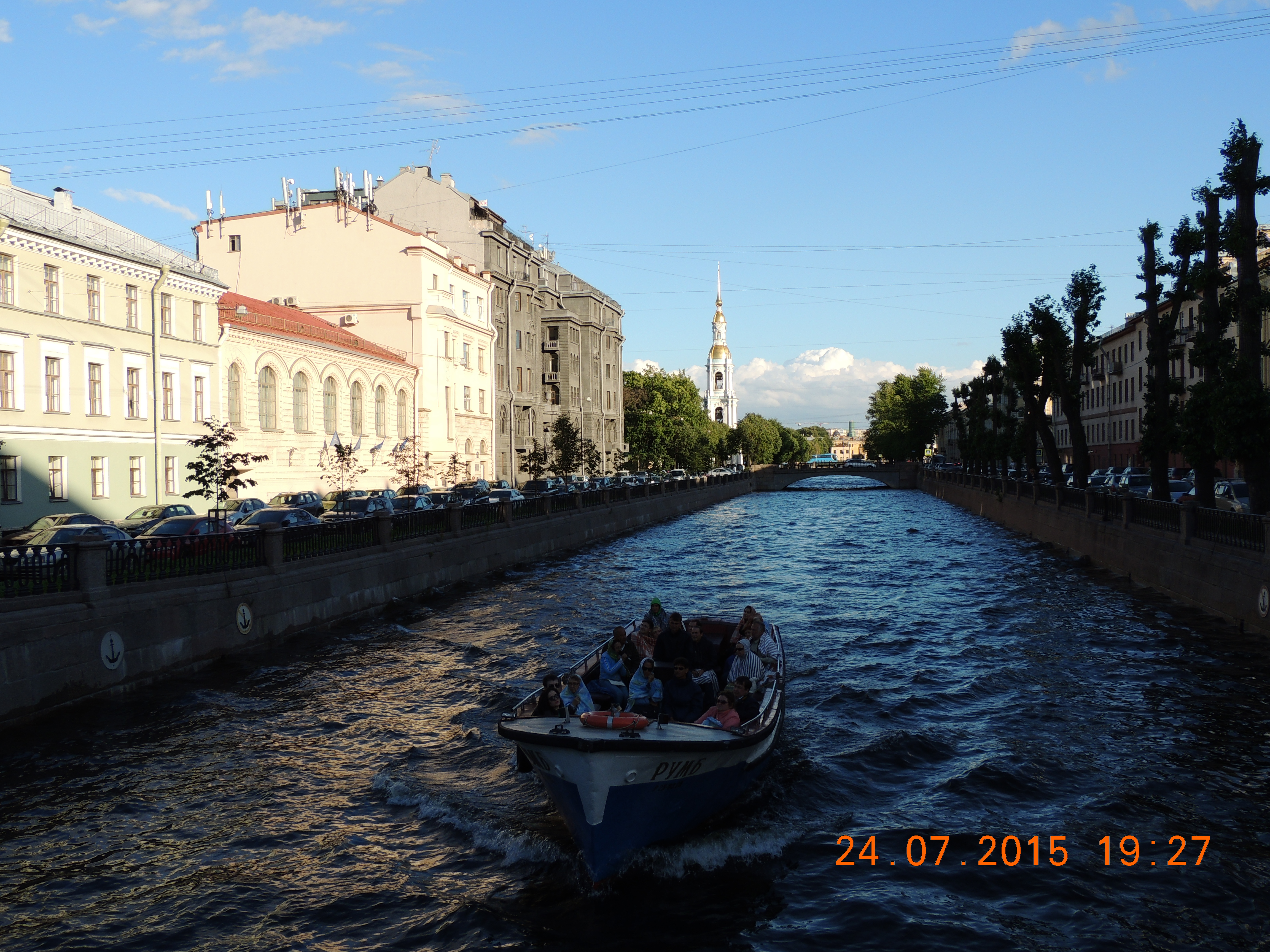
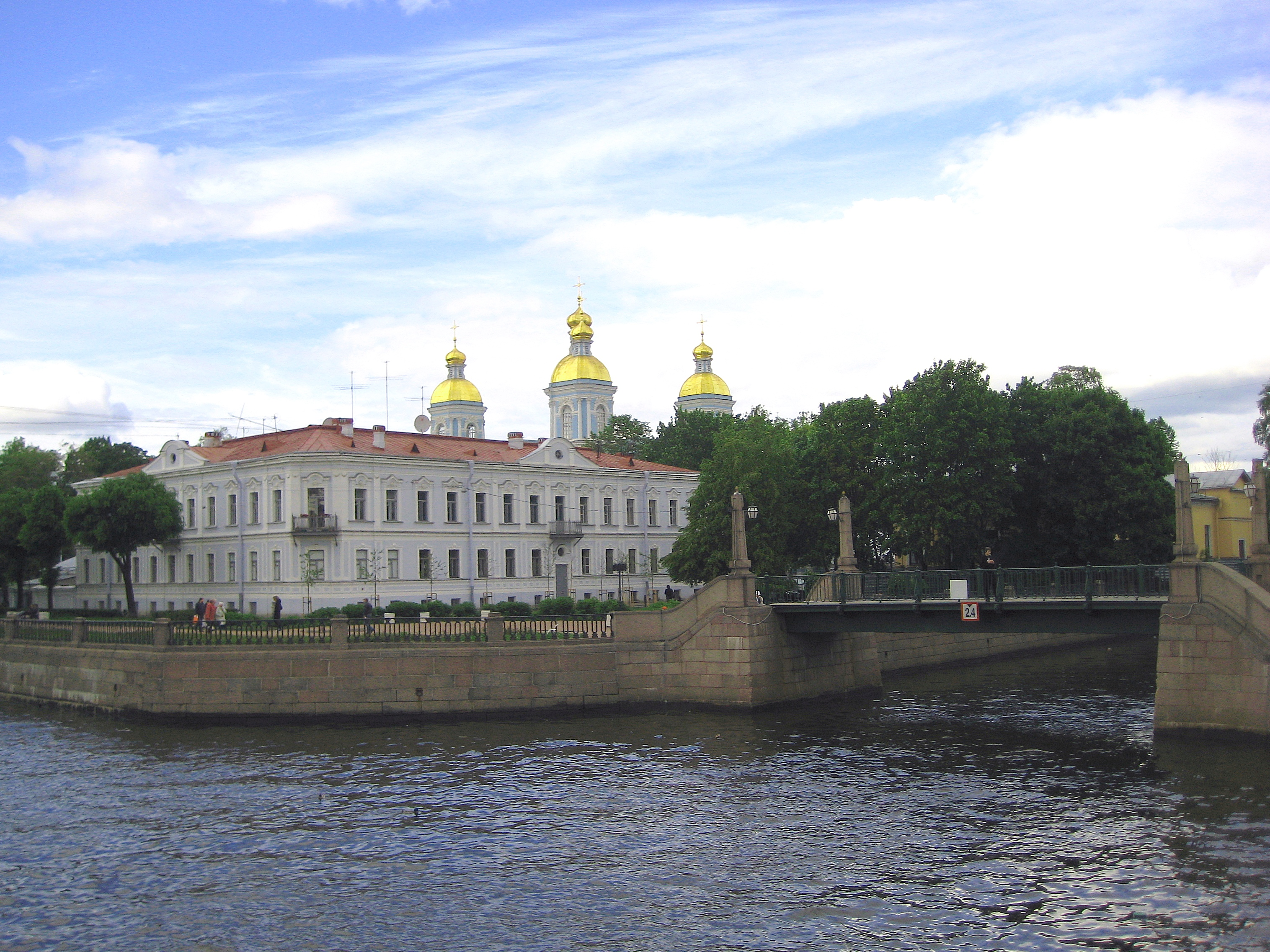
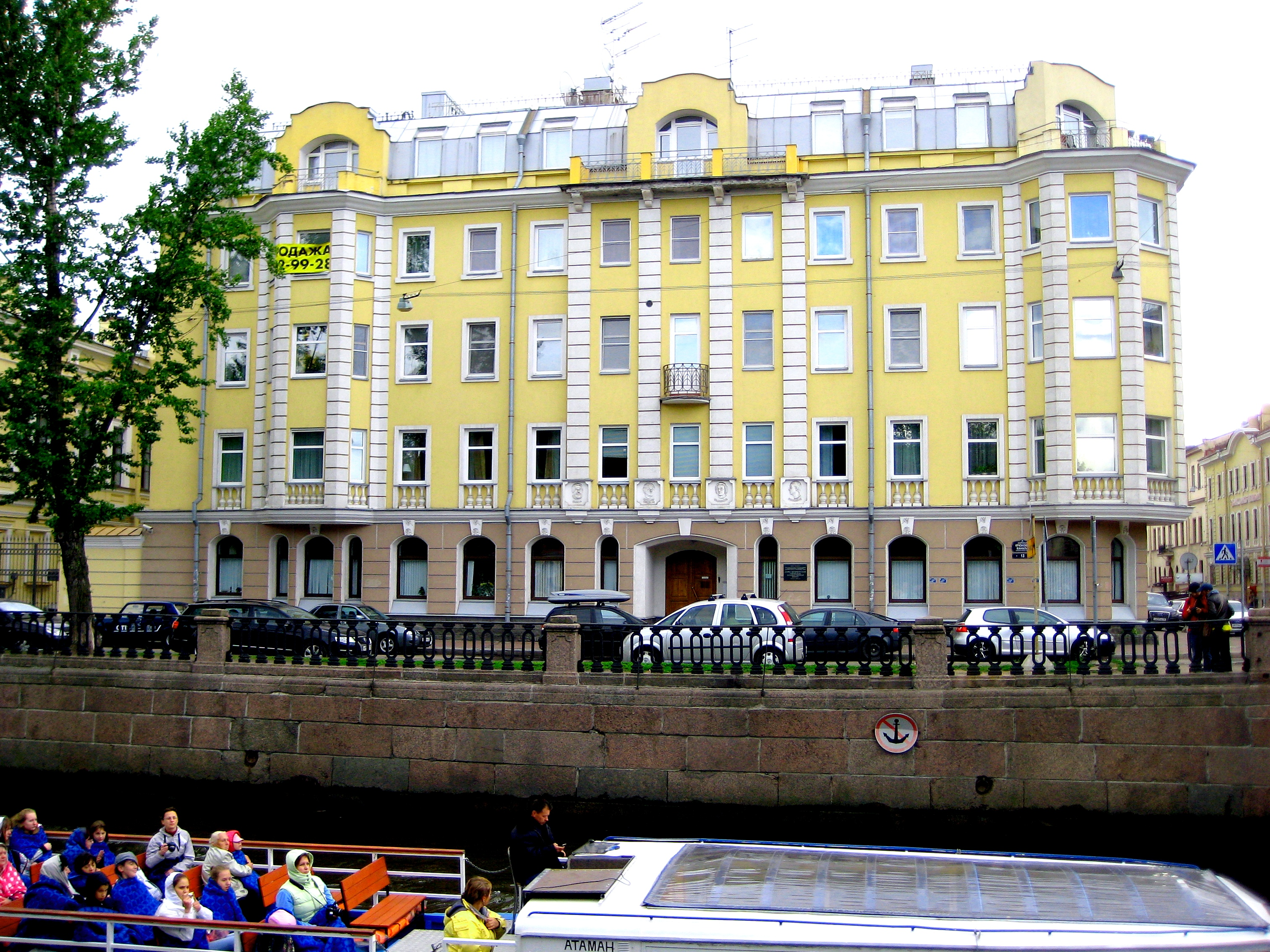

- Pont de Matveïev